# Arcidiocesi di Québec

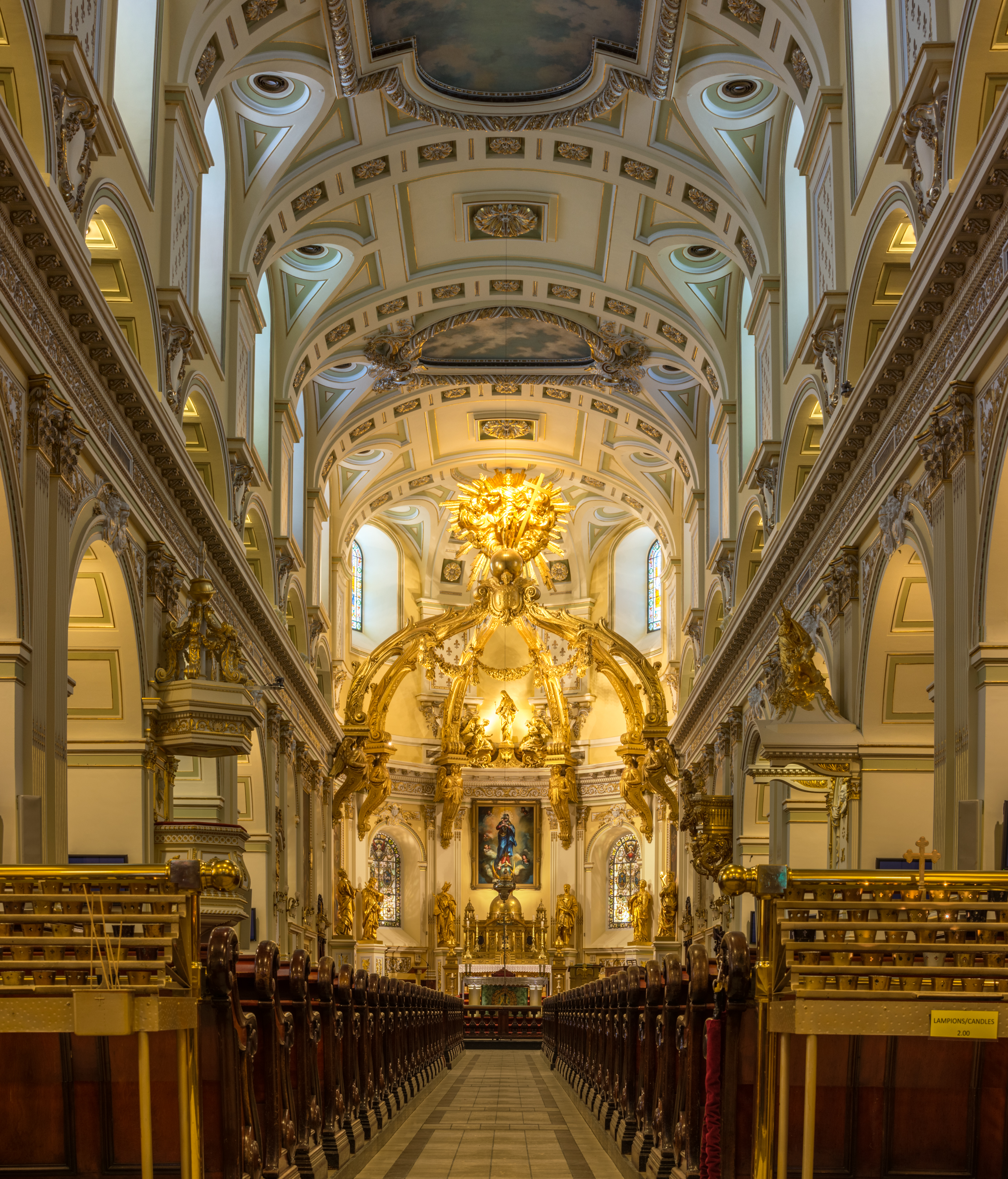
Interno della cattedrale.

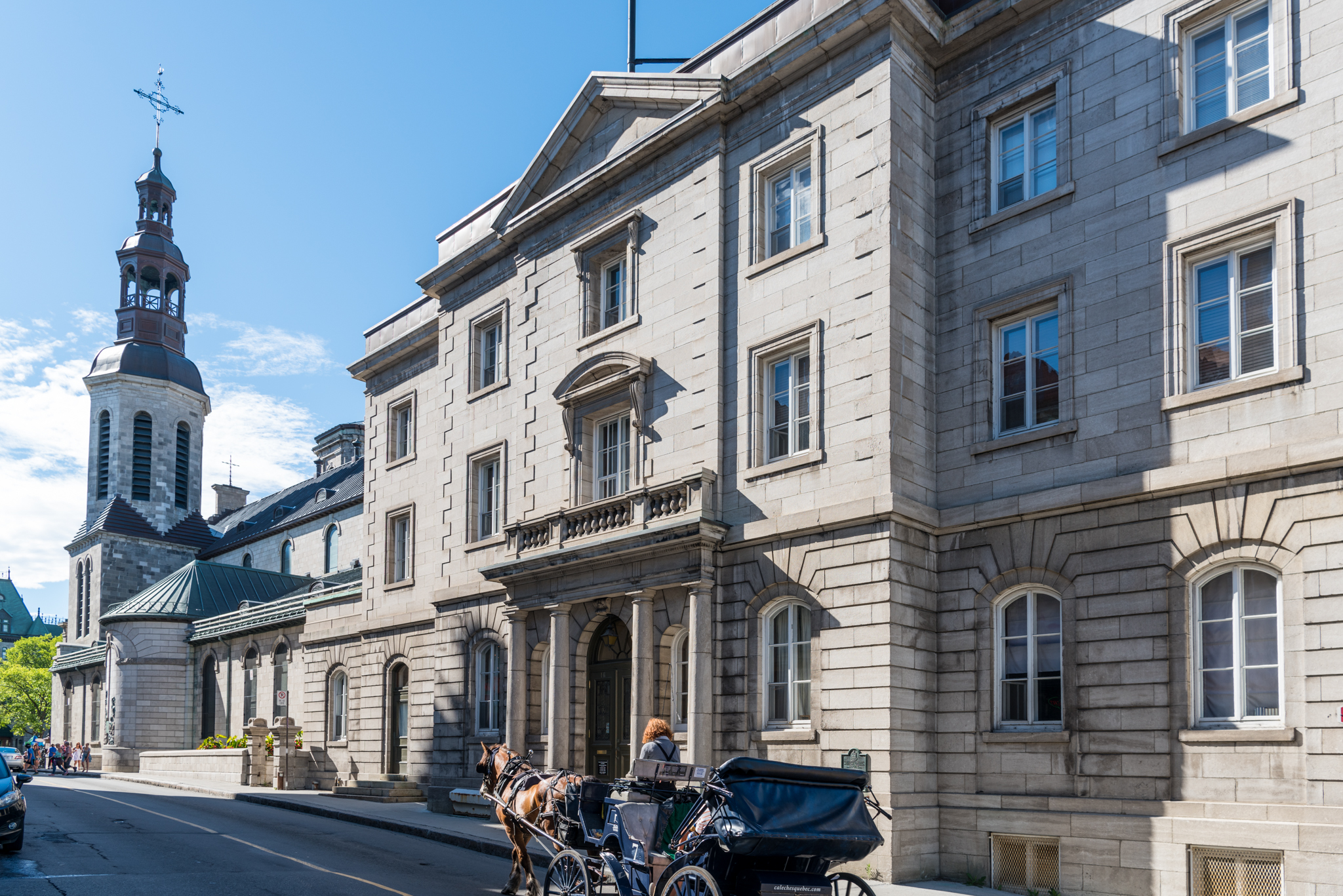
Il palazzo arcivescovile.

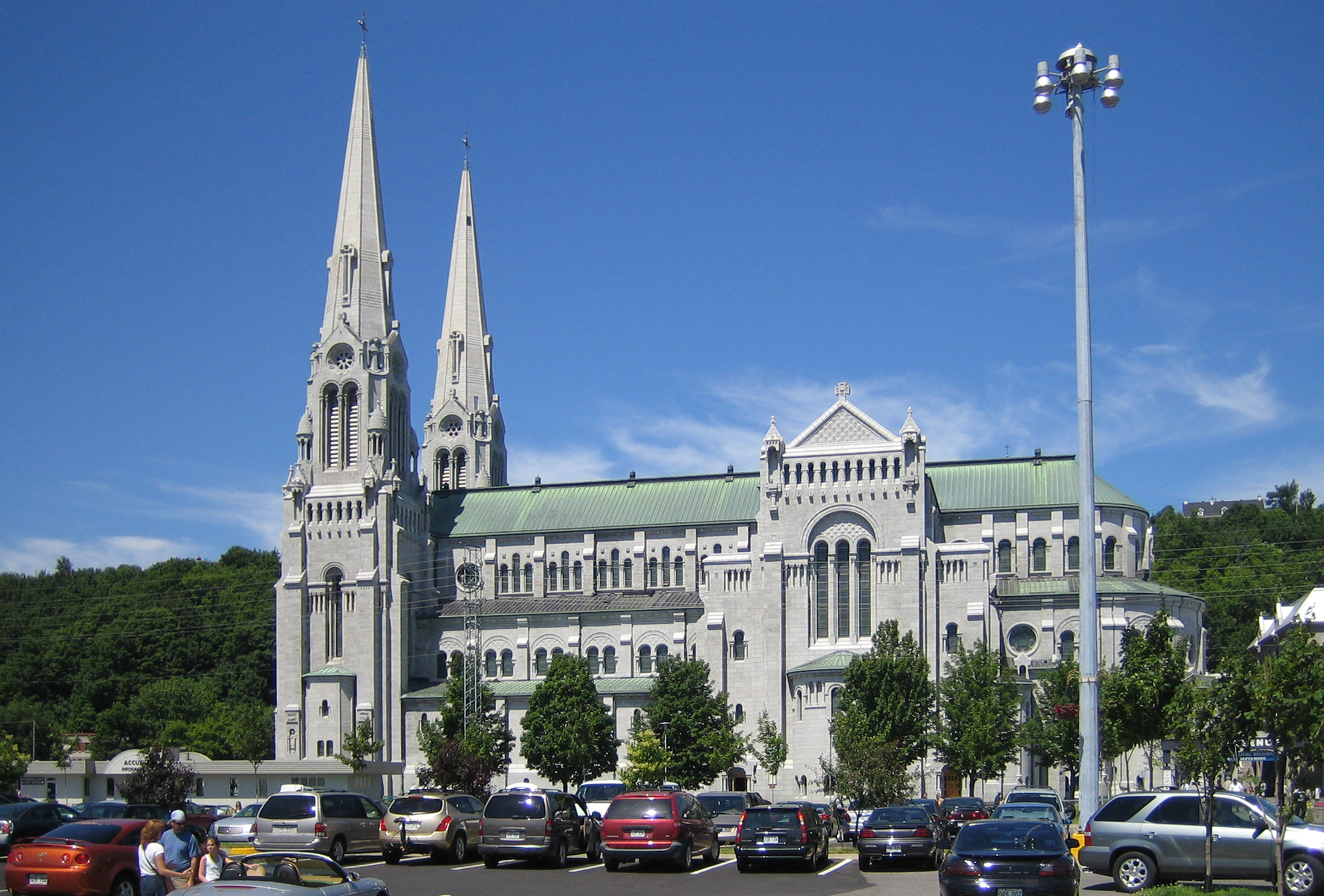
La basilica minore di Sainte-Anne-de-Beaupré.

L'arcidiocesi di Québec (in latino Archidioecesis Quebecensis) è una sede metropolitana della Chiesa cattolica in Canada. Nel 2023 contava 959.200 battezzati su 1.245.295 abitanti. È retta dall'arcivescovo cardinale Gérald Cyprien Lacroix, I.S.P.X.

## Territorio
L'arcidiocesi comprende parte delle regioni amministrative di Chaudière-Appalaches e di Capitale-Nationale della provincia canadese del Québec.
Sede arcivescovile è la città di Québec, dove si trova la cattedrale di Nostra Signora del Québec (Basilique-Cathédrale Notre-Dame-de-Québec). A Sainte-Anne-de-Beaupré sorge la basilica minore di Sainte-Anne-de-Beaupré.
Il territorio si estende su 35.180 km² ed è suddiviso in 40 parrocchie.

### Provincia ecclesiastica
La provincia ecclesiastica di Québec, istituita nel 1844, comprende le seguenti suffraganee:
- la diocesi di Trois-Rivières, eretta nel 1852;
- la diocesi di Chicoutimi, eretta nel 1878;
- la diocesi di Sainte-Anne-de-la-Pocatière, eretta nel 1951.

## Storia
I primi missionari recolletti, seguiti dai gesuiti e dai francescani, fondarono la missione della Nuova Francia nel 1615 nella città di Québec, fondata nel 1608  dall'esploratore francese Samuel de Champlain.
All'inizio i missionari dipendevano direttamente dalla Santa Sede, ma quando arrivarono i gesuiti nel 1632, le missioni furono poste sotto la giurisdizione dell'arcivescovo di Rouen.
L'11 aprile 1658 papa Alessandro VII eresse la Nuova Francia in vicariato apostolico e nominò François de Montmorency-Laval primo vicario apostolico con giurisdizione su tutte le colonie francesi in America Settentrionale, fino al Mississippi e alla Louisiana. Questi dovette organizzare il vicariato apostolico, che non aveva né cattedrale, né residenza vescovile, né rendite, né parrocchie, né seminario. In totale esistevano solo undici fra chiese e cappelle. Nel 1663 fondò il seminario, nel 1664 la prima parrocchia, che sarà seguita da altre undici nel 1678.
Il 1º ottobre 1674 il vicariato apostolico fu elevato a diocesi e assunse il nome di diocesi di Québec in forza della bolla Cunctis pateat evidenter di papa Clemente X.
Nel 1684 venne istituito il capitolo della cattedrale.
Nel 1688 il vescovo Laval si dimise e ottenne dal re di Francia le abbazie di Maubec, l'Estrée e Bénévent. Gli succedette Jean-Baptiste de la Croix Chevrière de Saint Vallier, che proseguì l'opera di organizzazione della diocesi, aumentando il numero delle parrocchie e promuovendo le missioni dei gesuiti nell'Illinois. Si attirò però molte inimicizie quando nel 1692 rese le parrocchie indipendenti dal seminario. Il re richiese le sue dimissioni, alle quali il vescovo oppose un rifiuto. Fu trattenuto a Parigi dal 1694 al 1697, poi fu fatto prigioniero dagli inglesi dal 1704 al 1709 e nuovamente trattenuto in Francia fino al 1713. Tuttavia, durante la sua permanenza in Europa riuscì ad ottenere l'unione delle abbazie concesse al suo predecessore con la diocesi di Québec.
Nel 1763 cedette una porzione del suo territorio a vantaggio dell'erezione rispettivamente della prefettura apostolica delle Isole di Saint-Pierre e Miquelon (poi vicariato apostolico).
In seguito al Trattato di Parigi del 1783 la giurisdizione della diocesi venne a coincidere con i confini dell'attuale Canada.
Il 30 maggio 1784, il 4 luglio 1817 e il 12 gennaio 1819 cedette porzioni del suo territorio a vantaggio dell'erezione rispettivamente della prefettura apostolica di Terranova (oggi arcidiocesi di Saint John's) e dei vicariati apostolici della Nuova Scozia (oggi arcidiocesi di Halifax-Yarmouth) e del Canada superiore (oggi arcidiocesi di Kingston).
Lo stesso 12 gennaio 1819 la diocesi fu elevata al rango di arcidiocesi con il breve In summa Apostolatus di papa Pio VII, tuttavia l'arcivescovo dovette chiedere al papa il permesso di non usare il titolo arcivescovile, per non urtare il governo britannico.
Il 1º febbraio 1820 in virtù del breve Inter multiplices dello stesso papa Pio VII cedette l'isola di Anticosti e una parte del Labrador al vicariato apostolico di Terranova (oggi arcidiocesi di Saint John's). Il 4 settembre 1829, in forza del breve Inter multiplices di papa Leone VIII, cedette anche l'isola del Capo Bretone al vicariato apostolico della Nuova Scozia (oggi arcidiocesi di Halifax-Yarmouth).
Successivamente, cedette a più riprese altre porzioni di territorio a vantaggio dell'erezione di nuove circoscrizioni ecclesiastiche e precisamente:
- la diocesi di Charlottetown l'11 agosto 1829;
- la diocesi di Montréal (oggi arcidiocesi) il 13 maggio 1836;
- il vicariato apostolico del territorio dell'Oregon (oggi arcidiocesi di Portland) il 1º dicembre 1843;
- il vicariato apostolico del Nord-Est (oggi arcidiocesi di Saint-Boniface) il 16 aprile 1844.

Il 12 luglio 1844 è stata elevata a sede metropolitana in forza del breve Cum per similes di papa Gregorio XVI.
Nel 1852 il seminario di Québec fu elevato con una Royal Charter della regina Vittoria a università, l'Università Laval, che prende nome dal suo primo vescovo ed è l'università francofona più antica del continente americano.
Anche dopo l'elevazione a sede metropolitana cedette porzioni di territorio a vantaggio dell'erezione di nuove diocesi e precisamente:
- le diocesi di Saint-Hyacinthe e di Trois-Rivières l'8 giugno 1852;
- la diocesi di Rimouski (oggi arcidiocesi) il 15 gennaio 1867;
- la diocesi di Sherbrooke (oggi arcidiocesi) il 28 agosto 1874;
- la diocesi di Chicoutimi il 28 maggio 1878;
- la diocesi di Sainte-Anne-de-la-Pocatière il 23 giugno 1951.

Il 24 gennaio 1956 papa Pio XII ha concesso ai metropoliti pro tempore di Québec il titolo ad honorem di primate del Canada.

## Cronotassi dei vescovi
Si omettono i periodi di sede vacante non superiori ai 2 anni o non storicamente accertati.
- San François de Montmorency-Laval † (11 aprile 1658 - 24 gennaio 1688 dimesso)
- Jean-Baptiste de la Croix Chevrière de St. Vallier † (7 luglio 1687 - 26 dicembre 1727 deceduto)
- Louis-François Du Plessis de Mornay, O.F.M.Cap. † (26 dicembre 1727 succeduto - 12 settembre 1733 dimesso)
- Pierre-Herman Dosquet, P.S.S. † (12 settembre 1733 succeduto - 25 giugno 1739 dimesso)
- François-Louis Pourroy de L'Auberivière † (22 marzo 1739 - 20 agosto 1740 deceduto)
- Henri-Marie du Breuil de Pontbriand † (30 novembre 1740 - 8 giugno 1760 deceduto)
  - Sede vacante (1760-1766)
- Jean-Olivier Briand † (21 gennaio 1766 - 29 novembre 1784 dimesso)
- Louis-Philippe-François Mariauchau d'Esglis † (2 dicembre 1784 succeduto - 4 giugno 1788 deceduto)
- Jean-François Hubert † (12 giugno 1788 succeduto - 1º settembre 1797 dimesso)
- Pierre Denaut † (1º settembre 1797 succeduto - 17 gennaio 1806 deceduto)
- Joseph-Octave Plessis † (17 gennaio 1806 succeduto - 4 dicembre 1825 deceduto)
- Bernard-Claude Panet † (4 dicembre 1825 succeduto - 14 febbraio 1833 deceduto)
- Joseph Signay † (14 febbraio 1833 succeduto - 3 ottobre 1850 deceduto)
- Pierre-Flavien Turgeon † (3 ottobre 1850 succeduto - 25 agosto 1867 deceduto)
- Charles-François Baillargeon † (25 agosto 1867 succeduto - 13 ottobre 1870 deceduto)
- Elzéar-Alexandre Taschereau † (24 dicembre 1870 - 12 aprile 1898 deceduto)
- Louis Nazaire Bégin † (12 aprile 1898 succeduto - 18 luglio 1925 deceduto)
- Paul-Eugène Roy † (18 luglio 1925 succeduto - 20 febbraio 1926 deceduto)
- Felix-Raymond-Marie Rouleau, O.P. † (9 luglio 1926 - 31 maggio 1931 deceduto)
- Jean-Marie-Rodrigue Villeneuve, O.M.I. † (11 dicembre 1931 - 17 gennaio 1947 deceduto)
- Maurice Roy † (2 giugno 1947 - 20 marzo 1981 ritirato)
- Louis-Albert Vachon † (20 marzo 1981 - 17 marzo 1990 ritirato)
- Maurice Couture, R.S.V. † (17 marzo 1990 - 15 novembre 2002 ritirato)
- Marc Ouellet, P.S.S. (15 novembre 2002 - 30 giugno 2010 nominato prefetto della Congregazione per i vescovi)
- Gérald Cyprien Lacroix, I.S.P.X., dal 22 febbraio 2011

## Statistiche
L'arcidiocesi nel 2023 su una popolazione di 1.245.295 persone contava 959.200 battezzati, corrispondenti al 77,0% del totale.
| anno | popolazione | popolazione | popolazione | presbiteri | presbiteri | presbiteri | presbiteri                | diaconi | religiosi | religiosi | parrocchie |
| anno | battezzati  | totale      | %           | numero     | secolari   | regolari   | battezzati per presbitero | diaconi | uomini    | donne     | parrocchie |
| ---- | ----------- | ----------- | ----------- | ---------- | ---------- | ---------- | ------------------------- | ------- | --------- | --------- | ---------- |
| 1950 | 622.000     | 632.100     | 98,4        | 1.451      | 1.100      | 351        | 428                       |         | 399       | 6.500     | 285        |
| 1966 | 710.421     | 716.864     | 99,1        | 1.565      | 1.052      | 513        | 453                       |         | 1.360     | 7.720     | 275        |
| 1970 | 761.728     | 768.351     | 99,1        | 1.581      | 1.005      | 576        | 481                       |         | ?         | 6.992     | 272        |
| 1976 | 873.165     | 885.601     | 98,6        | 1.517      | 957        | 560        | 575                       | 26      | 1.479     | 6.500     | 276        |
| 1980 | 954.359     | 993.138     | 96,1        | 1.508      | 894        | 614        | 632                       | 35      | 1.319     | 6.223     | 274        |
| 1990 | 1.041.116   | 1.063.406   | 97,9        | 1.158      | 704        | 454        | 899                       | 62      | 1.045     | 4.657     | 273        |
| 1999 | 1.042.762   | 1.075.188   | 97,0        | 917        | 568        | 349        | 1.137                     | 79      | 763       | 3.816     | 254        |
| 2000 | 1.014.361   | 1.047.001   | 96,9        | 906        | 550        | 356        | 1.119                     | 81      | 778       | 3.812     | 249        |
| 2001 | 1.027.948   | 1.072.950   | 95,8        | 896        | 535        | 361        | 1.147                     | 82      | 762       | 3.771     | 234        |
| 2002 | 1.040.227   | 1.080.135   | 96,3        | 869        | 518        | 351        | 1.197                     | 86      | 747       | 3.766     | 233        |
| 2003 | 1.047.425   | 1.098.212   | 95,4        | 860        | 518        | 342        | 1.217                     | 93      | 767       | 3.502     | 229        |
| 2004 | 1.076.180   | 1.149.301   | 93,6        | 846        | 498        | 348        | 1.272                     | 91      | 734       | 3.282     | 227        |
| 2010 | 1.040.690   | 1.195.261   | 87,1        | 701        | 418        | 283        | 1.484                     | 95      | 629       | 2.729     | 219        |
| 2014 | 1.062.746   | 1.226.493   | 86,6        | 634        | 388        | 246        | 1.676                     | 90      | 400       | 2.662     | 207        |
| 2017 | 1.015.815   | 1.277.354   | 79,5        | 610        | 349        | 261        | 1.665                     | 84      | 591       | 1.971     | 201        |
| 2020 | 984.743     | 1.287.105   | 76,5        | 478        | 305        | 173        | 2.060                     | 78      | 369       | 1.729     | 40         |
| 2022 | 1.000.849   | 1.299.330   | 77,0        | 410        | 271        | 139        | 2.441                     | 77      | 310       | 1.498     | 40         |
| 2023 | 959.200     | 1.245.295   | 77,0        | 410        | 263        | 147        | 2.339                     | 75      | 318       | 1.399     | 40         |